# Тепловий баланс Землі

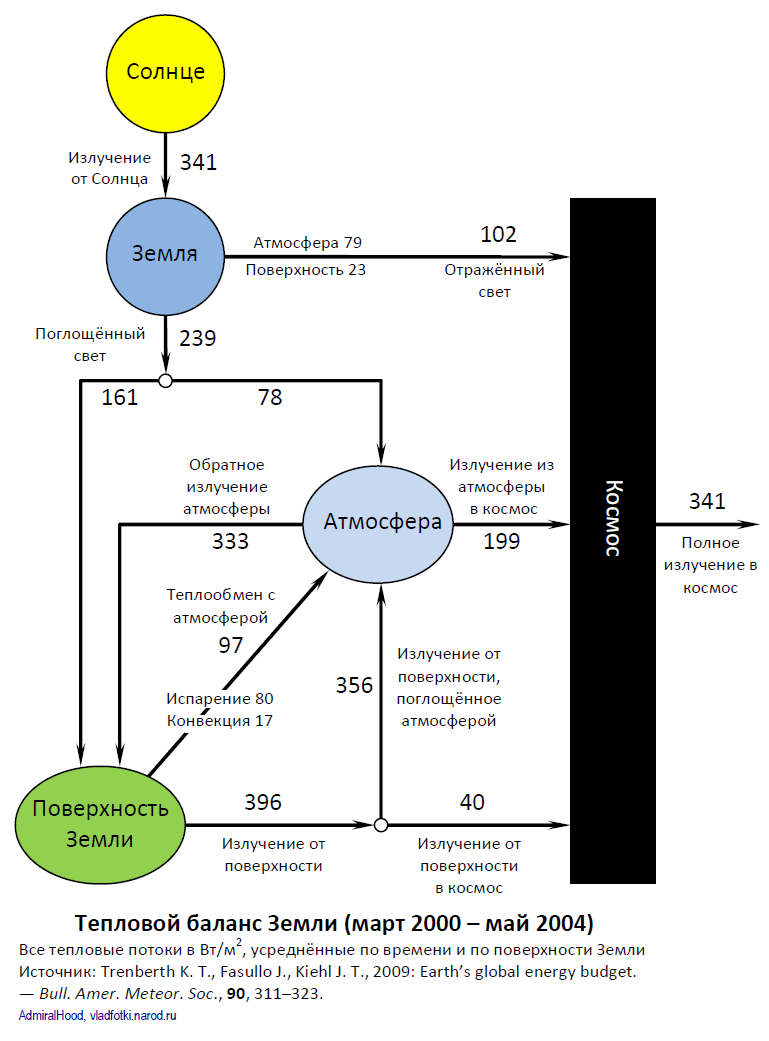
Тепловий баланс Землі

Тепловий баланс Землі — баланс енергії процесів теплопередачі і випромінювання в атмосфері та на поверхні Землі. Основний приплив енергії в систему атмосфера -Земля забезпечується випроміненням Сонця в спектральному діапазоні від 0,1 до 4 мкм. Густина потоку енергії від Сонця на відстані 1 астрономічної одиниці дорівнює близько 1367 Вт/м ² (сонячна постійна). За даними за 2000-2004 роки  усереднений за часом і по поверхні Землі цей потік становить 341 Вт/м², або 1,74×10 17 Вт в розрахунку на повну поверхню Землі.

## Складові теплового балансу
Основний приплив енергії до Землі забезпечується сонячним випромінюванням і становить близько 341 Вт/м² в середньому по всій поверхні планети. Внутрішні джерела тепла (радіоактивний розпад, стратифікація по щільності) у порівнянні з цією цифрою незначні (близько 0,08 Вт/м²) .
З 341 Вт/м² сонячного випромінювання, що потрапляє на Землю, приблизно 30% (102 Вт/м²) відразу ж відбивається від поверхні Землі (23 Вт/м²) і хмар (79 Вт/м²), а 239 Вт/м² в сумі поглинається атмосферою (78 Вт/м²) і поверхнею Землі (161 Вт/м²) . Поглинання в атмосфері зумовлено, в основному, хмарами і аерозолями .
З 161 Вт/м² поглинається поверхнею Землі енергії 40 Вт/м² повертається в космічний простір у вигляді теплового випромінювання діапазону 3-45 мкм, ще 97 Вт/м² передаються атмосфері за рахунок різних теплових процесів (80 Вт/м² - випаровування води, 17 Вт/м² - конвективний теплообмін). Крім того, близько 356 Вт/м² випромінювання Землі поглинається атмосферою, з яких 333 Вт/м² повертається у вигляді зворотного випромінювання атмосфери. Таким чином, повне теплове випромінювання поверхні Землі становить 396 Вт/м² (356 + 40), що відповідає середній температурі 288 К (15 °С)  .
Атмосфера випромінює в космічний простір 199 Вт/м², в тому числі 78 Вт/м², отримані від випромінення Сонця, 97 Вт/м², отримані від поверхні Землі, і різницю між випромінюванням поверхні, що поглинається атмосферою, і зворотним випроміненням атмосфери обсягом 23 Вт/м² .

## Внутрішнє тепло Землі
Внутрішні джерела тепла Землі менш значні за потужністю, ніж зовнішні. Вважається, що основними джерелами є: розпад довгоживучих радіоактивних ізотопів (уран-235 і уран-238, торій-232, калій-40), гравітаційна диференціація речовини, припливне тертя, метаморфізм, фазові переходи.
Середня густина теплового потоку по земній кулі становить 87 ± 2 мВт/м² або (4,42 ± 0,10)×10 13 Вт в цілому по Землі , тобто приблизно в 5000 разів менше, ніж середня сонячна радіація. В океанських районах цей показник становить у середньому 101 ± 2 мВт/м², в континентальних - 65 ± 2 мВт/м². У глибоководних океанічних жолобах вона змінюється в межах 28-65 мВт/м², на континентальних щитах - 29-49 мВт/м², в областях геосинкліналей і серединно-океанічних хребтах може досягати 100-300 мВт/м² і більше . Близько 60% теплового потоку (2,75×10 13 Вт) припадає на внутрішні джерела тепла, інші 40% зумовлені охолодженням планети.
Відповідно до вимірів нейтринного потоку з надр Землі, на радіоактивний розпад припадає 24 ТВт (2,4×10 13 Вт) внутрішнього тепла .

## Природний парниковий ефект
Основні атмосферні гази (кисень та азот) прозорі для вхідного сонячного світла, але також прозорі для вихідного теплового (інфрачервоного) випромінення. Однак водяна пара, вуглекислий газ, метан та інші слідові гази — непрозорі для багатьох довжин хвиль теплового випромінення. Поверхня Землі випромінює чистий еквівалент 17-и відсотків отриманої сонячної енергії у вигляді теплового інфрачервоного випромінювання. Однак кількість, яка безпосередньо йде в космос, становить лише близько 12 відсотків одержаної сонячної енергії. Частина, що залишилася — складова від 5 до 6 відсотків, поглинається атмосферою — молекулами парникових газів.
Коли молекули парникових газів поглинають теплову інфрачервону енергію, їх температура підвищується. Потім ці гази випромінюють збільшену кількість теплової інфрачервоної енергії в усіх напрямках. Тепло, що випромінюється вгору, продовжує зустрічатися з молекулами парникових газів; ці молекули також поглинають тепло, і їх температура підвищується, а кількість тепла, яке вони випромінюють, збільшується. Атмосфера стає тоншою з підйомом, тож приблизно на висоті 5-6 км, концентрація парникових газів в вищерозміщених шарах атмосфери настільки мала, що тепло може йти до космосу.
Оскільки молекули парникових газів випромінюють інфрачервону енергію в усіх напрямках, деякі з них поширюють її донизу і зрештою, вона повертається на поверхню Землі, де поглинається. Таким чином, температура поверхні Землі стає вищою, ніж якби вона нагрівалася тільки прямим сонячним випроміненням. Таке додаткове опалення і є природним парниковим ефектом. Це ніби якби Земля була покрита ковдрою, яка дозволяє проникати високочастотному випроміненню (сонячного світла), але уповільнює швидкість, з якою проходить низькочастотна інфрачервона промениста енергія, котру випромінює Земля.

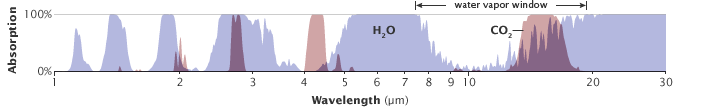
Атмосферні гази поглинають енергію лише деяких довжин хвиль, але прозорі для інших. Картини поглинання водяної пари (сині піки) і вуглекислого газу (рожеві піки) перекриваються на деяких довжинах хвиль. Вуглекислий газ не є таким дужим парниковим газом, як водяна пара, але він поглинає енергію з довжиною хвилі (12-15 мікрометрів) на що не здатна водяна пара, частково закриваючи «вікно», крізь яке тепло, що випромінюється поверхнею, зазвичай виходить в космос. (Ілюстрація НАСА, Роберт Роде)